# Schizocosa perplexa
Schizocosa perplexa är en spindelart som beskrevs av Bryant 1936. Schizocosa perplexa ingår i släktet Schizocosa och familjen vargspindlar. Inga underarter finns listade i Catalogue of Life.